# Мировой тур ATP Challenger 2013 (июль — декабрь)
Мировой тур ATP Challenger 2013 (англ. 2013 ATP Challenger Tour) — серия соревнований профессиональных теннисистов, проводимых под эгидой Ассоциации теннисистов-профессионалов (АТР) в течение календарного года.
Статья содержит результаты второй половины года — с июля по декабрь.

## Расписание

### Июль
| Неделя  | Турнир | Чемпионы (Счёт финала)                                | Финалист                                         |
| ------- | --- | ----------------------------------------------------- | ------------------------------------------------ |
| 1 июля  | Манта, Эквадор Регулярная серия $35,000+H — Хард — 32S/32Q/16D Турнир 2013                                           | Майкл Расселл 4-6 6-0 7-5                             | Грег Джонс                                       |
| 1 июля  | Манта, Эквадор Регулярная серия $35,000+H — Хард — 32S/32Q/16D Турнир 2013                                           | Марсело Аревало Серхио Гальдос 6-3 6-4                | Алехандро Гонсалес Карлос Саламанка              |
| 1 июля  | Порторож, Словения Регулярная серия €30,000+H — Хард — 32S/32Q/16D Турнир 2013                                       | Грега Жемля 6-4 7-5                                   | Мартин Фишер                                     |
| 1 июля  | Порторож, Словения Регулярная серия €30,000+H — Хард — 32S/32Q/16D Турнир 2013                                       | Марин Драганя Мате Павич 6-3 1-6 [10-5]               | Аляж Бедене Блаж Рола                            |
| 1 июля  | Тимишоара, Румыния Регулярная серия €30,000+H — Грунт — 32S/32Q/16D Турнир 2013                                      | Андреас Хайдер-Маурер 6-4 3-6 6-4                     | Рубен Рамирес Идальго                            |
| 1 июля  | Тимишоара, Румыния Регулярная серия €30,000+H — Грунт — 32S/32Q/16D Турнир 2013                                      | Жонатан Эйссерик Николя Ренаван 6-7(6) 6-2 [10-7]     | Илья Вучич Милян Зекич                           |
| 1 июля  | Тоди, Италия Регулярная серия €30,000+H — Грунт — 32S/32Q/16D Турнир 2013                                            | Пере Риба 7-6(5) 2-6 7-6(6)                           | Сантьяго Хиральдо                                |
| 1 июля  | Тоди, Италия Регулярная серия €30,000+H — Грунт — 32S/32Q/16D Турнир 2013                                            | Сантьяго Хиральдо Кристиан Родригес 4-6 7-6{2) [10-3] | Андреа Арнабольди Джанлука Назо                  |
| 1 июля  | Уиннетка, США Регулярная серия $50,000 — Хард — 32S/32Q/16D Турнир 2013                                              | Джек Сок 6-4 6-2                                      | Брэдли Клан                                      |
| 1 июля  | Уиннетка, США Регулярная серия $50,000 — Хард — 32S/32Q/16D Турнир 2013                                              | Юки Бхамбри Майкл Винус 2-6 6-2 [10-8]                | Сомдев Девварман Джек Сок                        |
| 1 июля  | Брауншвейг, Германия Регулярная серия €106,500+H — Грунт — 32S/32Q/16D Турнир 2013                                   | Флориан Майер 4-6 6-2 6-1                             | Иржи Веселый                                     |
| 1 июля  | Брауншвейг, Германия Регулярная серия €106,500+H — Грунт — 32S/32Q/16D Турнир 2013                                   | Томаш Беднарек Матеуш Ковальчик 6-2 7-6{4)            | Андреас Сильестрём Игорь Зеленай                 |
| 8 июля  | Сан-Бенедетто-дель-Тронто, Италия Регулярная серия €30,000+H — Грунт — 32S/32Q/16D Турнир 2013                       | Андрей Мартин 6-4 6-3                                 | Жуан Соуза                                       |
| 8 июля  | Сан-Бенедетто-дель-Тронто, Италия Регулярная серия €30,000+H — Грунт — 32S/32Q/16D Турнир 2013                       | Пьер-Юг Эрбер Максим Тейшейра 6-4 6-3                 | Алессандро Джанесси Жуан Соуза                   |
| 8 июля  | Стамбул, Турция Регулярная серия €42,500 — Хард — 32S/32Q/16D Турнир 2013                                            | Беньямин Беккер 6-1 2-6 3-2 — отказ                   | Дуди Села                                        |
| 8 июля  | Стамбул, Турция Регулярная серия €42,500 — Хард — 32S/32Q/16D Турнир 2013                                            | Джеймс Класки Фабрис Мартен 3-6 6-3 [10-5]            | Брайдан Клейн Руан Рулофс                        |
| 8 июля  | Sport1 Open Схевенинген, Нидерланды Регулярная серия €42,500+H — Грунт — 32S/32Q/16D Турнир 2013                     | Йессе Хута Галунг 6-3 6-7(2) 6-4                      | Робин Хасе                                       |
| 8 июля  | Sport1 Open Схевенинген, Нидерланды Регулярная серия €42,500+H — Грунт — 32S/32Q/16D Турнир 2013                     | Анталь ван дер Дёйм Бой Вестерхоф 6-3 6-3             | Геро Кречмер Александр Сачко                     |
| 8 июля  | Beijing International Challenger Пекин, Китай Регулярная серия $75,000 — Хард — 32S/32Q/16D Турнир 2013              | Лу Яньсюнь 6-2 6-4                                    | Го Соэда                                         |
| 8 июля  | Beijing International Challenger Пекин, Китай Регулярная серия $75,000 — Хард — 32S/32Q/16D Турнир 2013              | Тосихидэ Мацуй Данай Удомчоке 4-6 7-6(6) [10-8]       | Гун Маосинь Чжан Цзэ                             |
| 15 июля | Открытый чемпионат Познани Познань, Польша Регулярная серия €30,000+H — Грунт — 32S/32Q/16D Турнир 2013              | Андреас Хайдер-Маурер 4-6 6-1 7-5                     | Дамир Джумхур                                    |
| 15 июля | Открытый чемпионат Познани Познань, Польша Регулярная серия €30,000+H — Грунт — 32S/32Q/16D Турнир 2013              | Геро Кречмер Александр Сачко 6-3 6-3                  | Хенри Континен Матеуш Ковальчик                  |
| 15 июля | Реканати, Италия Регулярная серия €30,000+H — Хард — 32S/32Q/16D Турнир 2013                                         | Томас Фаббиано 6-0 6-3                                | Давид Гес                                        |
| 15 июля | Реканати, Италия Регулярная серия €30,000+H — Хард — 32S/32Q/16D Турнир 2013                                         | Кен Скупски Нил Скупски 6-4 6-2                       | Джанлуиджи Квинци Аделки Виргили                 |
| 15 июля | Эскишехир, Турция Регулярная серия €42,500 — Хард — 32S/32Q/16D Турнир 2013                                          | Давид Гоффен 4-6 7-5 6-2                              | Марсель Ильхан                                   |
| 15 июля | Эскишехир, Турция Регулярная серия €42,500 — Хард — 32S/32Q/16D Турнир 2013                                          | Марин Драганя Мате Павич 6-3 3-6 [10-7]               | Санчай Ративатана Сончат Ративатана              |
| 15 июля | Бингемтон, США Регулярная серия $50,000 — Хард — 32S/32Q/16D Турнир 2013                                             | Алекс Кузнецов 6-4 3-6 6-3                            | Брэдли Клан                                      |
| 15 июля | Бингемтон, США Регулярная серия $50,000 — Хард — 32S/32Q/16D Турнир 2013                                             | Брэдли Клан Майкл Винус 6-3 6-4                       | Адам Фини Джон-Патрик Смит                       |
| 15 июля | Гранби, Канада Регулярная серия $50,000+H — Хард — 32S/32Q/16D Турнир 2013                                           | Фрэнк Данцевич 6-4 6-7(4) 6-3                         | Лукаш Лацко                                      |
| 15 июля | Гранби, Канада Регулярная серия $50,000+H — Хард — 32S/32Q/16D Турнир 2013                                           | Эрик Хвойка Питер Полански 6-4 6-3                    | Адам эль Михдави Анте Павич                      |
| 22 июля | Оберштауфен, Германия Регулярная серия €30,000+H — Грунт — 32S/32Q/16D Турнир 2013                                   | Гийом Руфен 6-3 6-4                                   | Петер Гоёвчик                                    |
| 22 июля | Оберштауфен, Германия Регулярная серия €30,000+H — Грунт — 32S/32Q/16D Турнир 2013                                   | Доминик Мефферт Филипп Освальд 6-1 3-6 [14-12]        | Стефан Франсен Артём Ситак                       |
| 22 июля | Орбетелло, Италия Регулярная серия €30,000+H — Грунт — 32S/32Q/16D Турнир 2013                                       | Филиппо Воландри 6-4 7-6(7)                           | Пере Риба                                        |
| 22 июля | Орбетелло, Италия Регулярная серия €30,000+H — Грунт — 32S/32Q/16D Турнир 2013                                       | Марко Круньола Симоне Ваньоцци 7-6(3) 6-7(5) [10-6]   | Гильермо Дуран Ренсо Оливо                       |
| 22 июля | Гимарайнш, Португалия Регулярная серия €42,500 — Хард — 32S/32Q/16D Турнир 2013                                      | Жуан Соуза 6-3 6-0                                    | Мариус Копил                                     |
| 22 июля | Гимарайнш, Португалия Регулярная серия €42,500 — Хард — 32S/32Q/16D Турнир 2013                                      | Джеймс Класки Максимилиан Нойхрист 6-7(5) 6-2 [10-8]  | Роберто Ортега Ольмеда Рикардо Вильякорта Алонсо |
| 22 июля | Тампере, Финляндия Регулярная серия €42,500 — Грунт — 32S/32Q/16D Турнир 2013                                        | Йессе Хута Галунг 6-4 6-3                             | Максим Тейшейра                                  |
| 22 июля | Тампере, Финляндия Регулярная серия €42,500 — Грунт — 32S/32Q/16D Турнир 2013                                        | Хенри Континен Горан Тошич 6-4 6-4                    | Рубен Гонсалес Крис Летчер                       |
| 22 июля | Лексингтон, США Регулярная серия $50,000 — Хард — 32S/32Q/16D Турнир 2013                                            | Джеймс Уорд 4-6 6-3 6-4                               | Джеймс Дакворт                                   |
| 22 июля | Лексингтон, США Регулярная серия $50,000 — Хард — 32S/32Q/16D Турнир 2013                                            | Фрэнк Данцевич Питер Полански 7-5 6-3                 | Брэдли Клан Майкл Винус                          |
| 22 июля | Медельин, Колумбия Регулярная серия $50,000+H — Грунт — 32S/32Q/16D Турнир 2013                                      | Алехандро Гонсалес 6-4 6-4                            | Гидо Андреосси                                   |
| 22 июля | Медельин, Колумбия Регулярная серия $50,000+H — Грунт — 32S/32Q/16D Турнир 2013                                      | Эмилио Гомес Роман Борванов 6-3 7-6(4)                | Николас Баррьентос Эдуардо Струвай               |
| 22 июля | Кубок президента Казахстана Астана, Казахстан Регулярная серия $125,000 — Хард — 32S/32Q/16D Турнир 2013             | Дуди Села 5-7 6-2 7-6(6)                              | Михаил Кукушкин                                  |
| 22 июля | Кубок президента Казахстана Астана, Казахстан Регулярная серия $125,000 — Хард — 32S/32Q/16D Турнир 2013             | Клаудио Грасси Риккардо Гедин 3-6 6-3 [10-8]          | Андрей Голубев Михаил Кукушкин                   |
| 29 июля | Либерец, Чехия Регулярная серия €30,000+H — Грунт — 32S/32Q/16D Турнир 2013                                          | Иржи Веселый 6-7(2) 7-6(7) 6-4                        | Федерико Дельбонис                               |
| 29 июля | Либерец, Чехия Регулярная серия €30,000+H — Грунт — 32S/32Q/16D Турнир 2013                                          | Рамиз Джунейд Тим Пютц 6-0 6-2                        | Колин Эбелтайт Ли Синьхань                       |
| 29 июля | Открытый чемпионат Кастилии и Леона Эль-Эспинар, Испания Регулярная серия €42,500+H — Хард — 32S/32Q/16D Турнир 2013 | Пабло Карреньо Буста 6-4 7-6(2)                       | Альбано Оливетти                                 |
| 29 июля | Открытый чемпионат Кастилии и Леона Эль-Эспинар, Испания Регулярная серия €42,500+H — Хард — 32S/32Q/16D Турнир 2013 | Кен Скупски Нил Скупски 6-3 6-7(4) [10-6]             | Михаил Елгин Владимир Игнатик                    |
| 29 июля | Сан-Паулу, Бразилия Регулярная серия $50,000 — Грунт — 32S/32Q/16D Турнир 2013                                       | Алехандро Гонсалес 6-2 6-3                            | Эдуардо Шванк                                    |
| 29 июля | Сан-Паулу, Бразилия Регулярная серия $50,000 — Грунт — 32S/32Q/16D Турнир 2013                                       | Фернандо Ромболи Эдуардо Шванк 6-3 6-7(4) [10-6]      | Николас Баррьентос Марсело Аревало               |
| 29 июля | Odlum Brown Vancouver Open Ванкувер, Канада Регулярная серия $100,000 — Хард — 32S/32Q/16D Турнир 2013               | Вашек Поспишил 6-0 1-6 7-5                            | Даниэль Эванс                                    |
| 29 июля | Odlum Brown Vancouver Open Ванкувер, Канада Регулярная серия $100,000 — Хард — 32S/32Q/16D Турнир 2013               | Йонатан Эрлих Энди Рам 6-1 6-4                        | Джеймс Серретани Адиль Шамасдин                  |

### Август
| Неделя     | Турнир | Чемпионы (Счёт финала)                   | Финалист                       |
| ---------- | --- | ---------------------------------------- | ------------------------------ |
| 5 августа  | Рио-де-Жанейро, Бразилия Регулярная серия $50,000 — Грунт — 32S/32Q/16D Турнир 2013                                  | Агустин Велотти 6-3 6-4                  | Блаж Рола                      |
| 5 августа  | Рио-де-Жанейро, Бразилия Регулярная серия $50,000 — Грунт — 32S/32Q/16D Турнир 2013                                  | Тимо де Баккер Андре Са 6-3 6-2          | Марсело Демолинер Жуан Соуза   |
| 5 августа  | Открытый чемпионат Сан-Марино Сан-Марино, Сан-Марино Регулярная серия €64,000+H — Грунт — 32S/32Q/16D Турнир 2013    | Марко Чеккинато 6-3 6-4                  | Филиппо Воландри               |
| 5 августа  | Открытый чемпионат Сан-Марино Сан-Марино, Сан-Марино Регулярная серия €64,000+H — Грунт — 32S/32Q/16D Турнир 2013    | Николас Монро Симон Штадлер 6-2 6-4      | Даниэле Браччали Флорин Мерджа |
| 5 августа  | Аптос, США Регулярная серия $100,000 — Хард — 32S/32Q/16D Турнир 2013                                                | Брэдли Клан 3-6 7-6(5) 6-4               | Даниэль Эванс                  |
| 5 августа  | Аптос, США Регулярная серия $100,000 — Хард — 32S/32Q/16D Турнир 2013                                                | Йонатан Эрлих Энди Рам 6-3 6-7(6) [10-2] | Крис Гуччоне Мэтт Рид          |
| 12 августа | Мербуш, Германия Регулярная серия €30,000+H — Грунт — 32S/32Q/16D Турнир 2013                                        | Йессе Хута Галунг 6-3 6-4                | Ян Гайек                       |
| 12 августа | Мербуш, Германия Регулярная серия €30,000+H — Грунт — 32S/32Q/16D Турнир 2013                                        | Рамиз Джунейд Франк Мозер 6-3 7-6(4)     | Дастин Браун Филипп Маркс      |
| 12 августа | Казань, Россия Регулярная серия $50,000 — Хард — 32S/32Q/16D Турнир 2013                                             | Сергей Стаховский 6-2 6-3                | Валерий Руднев                 |
| 12 августа | Казань, Россия Регулярная серия $50,000 — Хард — 32S/32Q/16D Турнир 2013                                             | Виктор Балуда Константин Кравчук 6-3 6-4 | Иво Клец Юрген Цопп            |
| 12 августа | Friuladria Credit Agricole Tennis Cup Корденонс, Италия Регулярная серия €42,500+H — Грунт — 32S/32Q/16D Турнир 2013 | Пабло Карреньо Буста 6-4 6-4             | Грегуар Бюркье                 |
| 12 августа | Friuladria Credit Agricole Tennis Cup Корденонс, Италия Регулярная серия €42,500+H — Грунт — 32S/32Q/16D Турнир 2013 | Марин Драганя Франко Шкугор 6-4 6-4      | Норберт Гомбош Роман Ебавы     |
| 26 августа | Комо, Италия Регулярная серия €30,000+H — Грунт — 32S/32Q/16D Турнир 2013                                            | Пабло Карреньо Буста 6-2 5-7 6-0         | Доминик Тим                    |
| 26 августа | Комо, Италия Регулярная серия €30,000+H — Грунт — 32S/32Q/16D Турнир 2013                                            | Рамиз Джунейд Игорь Зеленай 7-5 7-6(2)   | Марко Круньола Стефано Янни    |
| 26 августа | Бангкок, Таиланд Регулярная серия $50,000 — Хард — 32S/32Q/16D Турнир 2013                                           | Блаж Кавчич 6-3 6-1                      | Чон Сук Юн                     |
| 26 августа | Бангкок, Таиланд Регулярная серия $50,000 — Хард — 32S/32Q/16D Турнир 2013                                           | Чжэнь Ти Хуан Лянцзи 6-3 6-2             | Чон Сук Юн Нам Джи Сон         |

### Сентябрь
| Неделя      | Турнир | Чемпионы (Счёт финала)                                 | Финалист                                       |
| ----------- | --- | ------------------------------------------------------ | ---------------------------------------------- |
| 2 сентября  | Брашов, Румыния Регулярная серия €30,000+H — Грунт — 32S/32Q/16D Турнир 2013                               | Андреас Хайдер-Маурер 6-7(9) 6-4 6-2                   | Геральд Мельцер                                |
| 2 сентября  | Брашов, Румыния Регулярная серия €30,000+H — Грунт — 32S/32Q/16D Турнир 2013                               | Александр Недовесов Ярослав Поспишил 6-3 6-1           | Теодор-Дачан Крачун Петру-Александру Лункану   |
| 2 сентября  | Алфен-ан-ден-Рейн, Нидерланды Регулярная серия €42,500 — Грунт — 32S/32Q/16D Турнир 2013                   | Даниэль Химено-Травер 6-2 6-4                          | Томас Схорел                                   |
| 2 сентября  | Алфен-ан-ден-Рейн, Нидерланды Регулярная серия €42,500 — Грунт — 32S/32Q/16D Турнир 2013                   | Анталь ван дер Дёйм Бой Вестерхоф 4-6 6-3 [12-10]      | Симон Гройль Уэсли Колхоф                      |
| 2 сентября  | Сен-Реми-де-Прованс, Франция Регулярная серия €42,500 — Хард — 32S/32Q/16D Турнир 2013                     | Марк Жикель 6-4 6-3                                    | Маттео Виола                                   |
| 2 сентября  | Сен-Реми-де-Прованс, Франция Регулярная серия €42,500 — Хард — 32S/32Q/16D Турнир 2013                     | Пьер-Юг Эрбер Альбано Оливетти 6-3 6-7(5) [15-13]      | Марк Жикель Жослан Уанна                       |
| 2 сентября  | Шанхай, Китай Регулярная серия $50,000 — Хард — 32S/32Q/16D Турнир 2013                                    | Юити Сугита 6-3 6-3                                    | Хироки Мория                                   |
| 2 сентября  | Шанхай, Китай Регулярная серия $50,000 — Хард — 32S/32Q/16D Турнир 2013                                    | Санчай Ративатана Сончат Ративатана 6-3 6-4            | Ли Синьхань Пэн Сяньинь                        |
| 2 сентября  | Генуя, Италия Регулярная серия €85,000+H — Грунт — 32S/32Q/16D Турнир 2013                                 | Дастин Браун 7-6(5) 6-3                                | Филиппо Воландри                               |
| 2 сентября  | Генуя, Италия Регулярная серия €85,000+H — Грунт — 32S/32Q/16D Турнир 2013                                 | Даниэле Браччали Оливер Марах 6-3 2-6 [11-9]           | Марин Драганя Мате Павич                       |
| 9 сентября  | Мекнес, Марокко Регулярная серия €30,000+H — Грунт — 32S/32Q/16D Турнир 2013                               | Седрик-Марсель Штебе 6-1 4-6 6-2                       | Янник Ройтер                                   |
| 9 сентября  | Мекнес, Марокко Регулярная серия €30,000+H — Грунт — 32S/32Q/16D Турнир 2013                               | Алессандро Джанесси Джанлука Назо 7-5 7-6(3)           | Херард Гранольерс-Пуйоль Хорди Сампер Монтанья |
| 9 сентября  | Кали, Колумбия Регулярная серия $50,000+H — Грунт — 32S/32Q/16D Турнир 2013                                | Факундо Багнис 6-2 4-6 6-3                             | Факундо Аргуэльо                               |
| 9 сентября  | Кали, Колумбия Регулярная серия $50,000+H — Грунт — 32S/32Q/16D Турнир 2013                                | Гидо Андреосси Эдуардо Шванк 6-2 6-4                   | Карлос Саламанка Жуан Соуза                    |
| 9 сентября  | Севилья, Испания Регулярная серия €42,500+H — Грунт — 32S/32Q/16D Турнир 2013                              | Даниэль Химено-Травер 6-4 7-6(2)                       | Стефан Робер                                   |
| 9 сентября  | Севилья, Испания Регулярная серия €42,500+H — Грунт — 32S/32Q/16D Турнир 2013                              | Алессандро Мотти Стефан Робер 7-5 7-5                  | Стефан Франсен Уэсли Колхоф                    |
| 9 сентября  | Петанж, Люксембург Регулярная серия €64,000 — Хард(i) — 32S/32Q/16D Турнир 2013                            | Тобиас Камке 1-6 6-3 7-5                               | Поль-Анри Матьё                                |
| 9 сентября  | Петанж, Люксембург Регулярная серия €64,000 — Хард(i) — 32S/32Q/16D Турнир 2013                            | Кен Скупски Нил Скупски 6-3 6-7(5) [10-7]              | Беньямин Беккер Тобиас Камке                   |
| 9 сентября  | Стамбул, Турция Регулярная серия $75,000 — Хард — 32S/32Q/16D Турнир 2013                                  | Михаил Кукушкин 6-3 6-3                                | Илья Марченко                                  |
| 9 сентября  | Стамбул, Турция Регулярная серия $75,000 — Хард — 32S/32Q/16D Турнир 2013                                  | Джейми Дельгадо Джордан Керр 6-3 6-2                   | Джеймс Класки Адриан Менендес-Масейрас         |
| 9 сентября  | Баня-Лука, Босния и Герцеговина Регулярная серия €64,000+H — Грунт — 32S/32Q/16D Турнир 2013               | Аляж Бедене 6-3 6-4                                    | Диего Шварцман                                 |
| 9 сентября  | Баня-Лука, Босния и Герцеговина Регулярная серия €64,000+H — Грунт — 32S/32Q/16D Турнир 2013               | Марин Драганя Никола Мектич 6-4 3-6 [10-6]             | Доминик Мефферт Александр Недовесов            |
| 16 сентября | Кампинас, Бразилия Регулярная серия $35,000+H — Грунт — 32S/32Q/16D Турнир 2013                            | Гильерме Клезар 6-4 6-4                                | Факундо Багнис                                 |
| 16 сентября | Кампинас, Бразилия Регулярная серия $35,000+H — Грунт — 32S/32Q/16D Турнир 2013                            | Гидо Андреосси Максимо Гонсалес 6-4 6-4                | Тьягу Алвес Тьягу Монтейру                     |
| 16 сентября | Кенитра, Марокко Регулярная серия €30,000+H — Грунт — 32S/32Q/16D Турнир 2013                              | Доминик Тим 7-6(4) 5-1 — отказ                         | Теймураз Габашвили                             |
| 16 сентября | Кенитра, Марокко Регулярная серия €30,000+H — Грунт — 32S/32Q/16D Турнир 2013                              | Херард Гранольерс-Пуйоль Хорди Сампер Монтанья 6-4 6-4 | Таро Даниэль Александр Румянцев                |
| 16 сентября | Кито, Эквадор Регулярная серия $35,000+H — Грунт — 32S/32Q/16D Турнир 2013                                 | Виктор Эстрелья 2-6 6-4 6-4                            | Марко Трунджеллити                             |
| 16 сентября | Кито, Эквадор Регулярная серия $35,000+H — Грунт — 32S/32Q/16D Турнир 2013                                 | Кевин Кинг Хуан-Карлос Спир 7-5 6-7(9) [11-9]          | Кристофер Диас-Фигероа Карлос Саламанка        |
| 16 сентября | Arimex Challenger Trophy Трнава, Словакия Регулярная серия €42,500+H — Грунт — 32S/32Q/16D Турнир 2013     | Юлиан Райстер 7-6(3) 6-3                               | Адриан Унгур                                   |
| 16 сентября | Arimex Challenger Trophy Трнава, Словакия Регулярная серия €42,500+H — Грунт — 32S/32Q/16D Турнир 2013     | Марин Драганя Мате Павич 7-5 4-6 [10-6]                | Аляж Бедене Ярослав Поспишил                   |
| 16 сентября | Измир, Турция Регулярная серия €64,000 — Хард — 32S/32Q/16D Турнир 2013                                    | Михаил Кукушкин 6-1 6-4                                | Люк Соренсен                                   |
| 16 сентября | Измир, Турция Регулярная серия €64,000 — Хард — 32S/32Q/16D Турнир 2013                                    | Остин Крайчек Теннис Сандгрен 7-6(4) 6-4               | Брайдан Клейн Дэн Проподжа                     |
| 16 сентября | Pekao Szczecin Open Щецин, Польша Регулярная серия €106,500+H — Грунт — 32S/32Q/16D Турнир 2013            | Александр Недовесов 6-2 7-5                            | Пере Риба                                      |
| 16 сентября | Pekao Szczecin Open Щецин, Польша Регулярная серия €106,500+H — Грунт — 32S/32Q/16D Турнир 2013            | Кен Скупски Нил Скупски 6-4 1-6 [10-7]                 | Андреа Арнабольди Алессандро Джанесси          |
| 16 сентября | Гаосюн, Тайвань Регулярная серия $125,000+H — Хард — 32S/32Q/16D Турнир 2013                               | Лу Яньсюнь 6-2 7-5                                     | Юки Бхамбри                                    |
| 16 сентября | Гаосюн, Тайвань Регулярная серия $125,000+H — Хард — 32S/32Q/16D Турнир 2013                               | Хуан Себастьян Кабаль Роберт Фара 6-4 6-2              | Юки Бхамбри Ван Цзефу                          |
| 23 сентября | Порту-Алегри, Бразилия Регулярная серия $35,000+H — Грунт — 32S/32Q/16D Турнир 2013                        | Факундо Аргуэльо 6-4 6-1                               | Максимо Гонсалес                               |
| 23 сентября | Порту-Алегри, Бразилия Регулярная серия $35,000+H — Грунт — 32S/32Q/16D Турнир 2013                        | Гильермо Дуран Максимо Гонсалес 3-6 6-1 [10-5]         | Виктор Эстрелья Жуан Соуза                     |
| 23 сентября | Напа, США Регулярная серия $50,000 — Хард — 32S/32Q/16D Турнир 2013                                        | Дональд Янг 4-6 6-4 6-2                                | Мэттью Эбден                                   |
| 23 сентября | Напа, США Регулярная серия $50,000 — Хард — 32S/32Q/16D Турнир 2013                                        | Бобби Рейнольдс Джон-Патрик Смит 6-4 7-6(2)            | Стив Джонсон Тим Смычек                        |
| 23 сентября | Фергана, Узбекистан Регулярная серия $50,000 — Хард — 32S/32Q/16D Турнир 2013                              | Раду Албот 7-6(9) 6-7(3) 6-1                           | Илья Бозоляц                                   |
| 23 сентября | Фергана, Узбекистан Регулярная серия $50,000 — Хард — 32S/32Q/16D Турнир 2013                              | Фаррух Дустов Малик Джазири 6-3 6-3                    | Илья Бозоляц Роман Ебавы                       |
| 23 сентября | Сибиу, Румыния Регулярная серия €64,000 — Грунт — 32S/32Q/16D Турнир 2013                                  | Ярослав Поспишил 4-6 6-4 6-1                           | Марко Чеккинато                                |
| 23 сентября | Сибиу, Румыния Регулярная серия €64,000 — Грунт — 32S/32Q/16D Турнир 2013                                  | Рамиз Джунейд Филипп Освальд 6-4 6-4                   | Джейми Дельгадо Джордан Керр                   |
| 23 сентября | Открытый чемпионат Орлеана Орлеан, Франция Регулярная серия €106,500+H — Хард(i) — 32S/32Q/16D Турнир 2013 | Радек Штепанек 6-3 6-4                                 | Леонардо Майер                                 |
| 23 сентября | Открытый чемпионат Орлеана Орлеан, Франция Регулярная серия €106,500+H — Хард(i) — 32S/32Q/16D Турнир 2013 | Илья Марченко Сергей Стаховский 7-5 6-3                | Ричардас Беранкис Франко Шкугор                |
| 30 сентября | Сан-Паулу, Бразилия Регулярная серия $35,000+H — Грунт — 32S/32Q/16D Турнир 2013                           | Гидо Пелья 6-1 6-0                                     | Факундо Аргуэльо                               |
| 30 сентября | Сан-Паулу, Бразилия Регулярная серия $35,000+H — Грунт — 32S/32Q/16D Турнир 2013                           | Роман Борванов Артём Ситак 6-4 7-6(3)                  | Серхио Гальдос Гидо Пелья                      |
| 30 сентября | Сакраменто, США Регулярная серия $100,000 — Хард — 32S/32Q/16D Турнир 2013                                 | Дональд Янг 7-5 6-3                                    | Тим Смычек                                     |
| 30 сентября | Сакраменто, США Регулярная серия $100,000 — Хард — 32S/32Q/16D Турнир 2013                                 | Мэтт Рид Джон-Патрик Смит 7-6(1) 4-6 [14-12]           | Джармере Дженкинс Дональд Янг                  |
| 30 сентября | Ethias Trophy Монс, Бельгия Регулярная серия €106,500+H — Хард(i) — 32S/32Q/16D Турнир 2013                | Радек Штепанек 6-3 7-5                                 | Игорь Сейслинг                                 |
| 30 сентября | Ethias Trophy Монс, Бельгия Регулярная серия €106,500+H — Хард(i) — 32S/32Q/16D Турнир 2013                | Йессе Хута Галунг Игорь Сейслинг 4-6 7-6(2) [10-7]     | Эрик Буторак Равен Класен                      |

### Октябрь
| Неделя     | Турнир                                                                                                | Чемпионы (Счёт финала)                      | Финалист                                |
| ---------- | --- | ------------------------------------------- | --------------------------------------- |
| 7 октября  | Сан-Хуан, Аргентина Регулярная серия $35,000+H — Грунт — 32S/32Q/16D Турнир 2013                      | Гидо Андреосси 6-7(5) 7-6(4) 6-0            | Диего Шварцман                          |
| 7 октября  | Сан-Хуан, Аргентина Регулярная серия $35,000+H — Грунт — 32S/32Q/16D Турнир 2013                      | Гильермо Дуран Максимо Гонсалес 6-3 6-0     | Мартин Алунд Факундо Багнис             |
| 7 октября  | Сан-Жозе-ду-Риу-Прету, Бразилия Регулярная серия $50,000+H — Грунт — 32S/32Q/16D Турнир 2013          | Жуан Соуза 7-6(0) 6-3                       | Алехандро Гонсалес                      |
| 7 октября  | Сан-Жозе-ду-Риу-Прету, Бразилия Регулярная серия $50,000+H — Грунт — 32S/32Q/16D Турнир 2013          | Николас Баррьентос Карлос Саламанка 6-4 6-4 | Марсело Демолинер Жуан Соуза            |
| 7 октября  | Ренн, Франция Регулярная серия €64,000+H — Хард(i) — 32S/32Q/16D Турнир 2013                          | Николя Маю 6-3 7-6(3)                       | Кенни де Схеппер                        |
| 7 октября  | Ренн, Франция Регулярная серия €64,000+H — Хард(i) — 32S/32Q/16D Турнир 2013                          | Оливер Марах Флорин Мерджа 6-4 3-6 [10-7]   | Николас Монро Симон Штадлер             |
| 7 октября  | Тибурон, США Регулярная серия $100,000 — Хард — 32S/32Q/16D Турнир 2013                               | Питер Полански 7-5 6-3                      | Мэттью Эбден                            |
| 7 октября  | Тибурон, США Регулярная серия $100,000 — Хард — 32S/32Q/16D Турнир 2013                               | Остин Крайчек Райн Уильямс 6-4 6-1          | Брэдли Клан Раджив Рам                  |
| 7 октября  | Ташкент, Узбекистан Регулярная серия $125,000+H — Хард — 32S/32Q/16D Турнир 2013                      | Дуди Села 6-1 6-2                           | Теймураз Габашвили                      |
| 7 октября  | Ташкент, Узбекистан Регулярная серия $125,000+H — Хард — 32S/32Q/16D Турнир 2013                      | Михаил Елгин Теймураз Габашвили 6-4 6-4     | Пурав Раджа Дивидж Шаран                |
| 14 октября | Муийрон-ле-Каптиф, Франция Регулярная серия €64,000+H — Хард(i) — 32S/32Q/16D Турнир 2013             | Михаэль Беррер 1-6 6-4 6-3                  | Николя Маю                              |
| 14 октября | Муийрон-ле-Каптиф, Франция Регулярная серия €64,000+H — Хард(i) — 32S/32Q/16D Турнир 2013             | Фабрис Мартен Юго Нис 3-6 6-3 [10-8]        | Хенри Континен Адриан Менендес-Масейрас |
| 21 октября | Мельбурн, Австралия Регулярная серия $50,000 — Хард — 32S/32Q/16D Турнир 2013                         | Мэттью Эбден 6-3 5-7 6-3                    | Тацума Ито                              |
| 21 октября | Мельбурн, Австралия Регулярная серия $50,000 — Хард — 32S/32Q/16D Турнир 2013                         | Танаси Коккинакис Бенджамин Митчелл 6-3 6-2 | Алекс Болт Эндрю Уиттингтон             |
| 21 октября | Буэнос-Айрес, Аргентина Регулярная серия $75,000 — Грунт — 32S/32Q/16D Турнир 2013                    | Пабло Куэвас 6-3 5-7 6-3                    | Факундо Аргуэльо                        |
| 21 октября | Буэнос-Айрес, Аргентина Регулярная серия $75,000 — Грунт — 32S/32Q/16D Турнир 2013                    | Максимо Гонсалес Диего Шварцман 6-3 7-5     | Рожериу Дутра да Силва Андре Гем        |
| 21 октября | Кубок Казанского Кремля Казань, Россия Регулярная серия $75,000+H — Хард(i) — 32S/32Q/16D Турнир 2013 | Александр Недовесов 6-4 6-1                 | Андрей Голубев                          |
| 21 октября | Кубок Казанского Кремля Казань, Россия Регулярная серия $75,000+H — Хард(i) — 32S/32Q/16D Турнир 2013 | Раду Албот Фаррух Дустов 6-2 6-7(3) [10-7]  | Егор Герасимов Дмитрий Жирмонт          |
| 28 октября | Касабланка, Марокко Регулярная серия €30,000+H — Грунт — 32S/32Q/16D Турнир 2013                      | Доминик Тим 6-2 7-5                         | Потито Стараче                          |
| 28 октября | Касабланка, Марокко Регулярная серия €30,000+H — Грунт — 32S/32Q/16D Турнир 2013                      | Клаудио Грасси Риккардо Гедин 6-4 6-4       | Геро Кречмер Александр Сачко            |
| 28 октября | Эккенталь, Германия Регулярная серия €30,000+H — Ковёр(i) — 32S/32Q/16D Турнир 2013                   | Беньямин Беккер 2-6 7-6(3) 6-4              | Рубен Бемельманс                        |
| 28 октября | Эккенталь, Германия Регулярная серия €30,000+H — Ковёр(i) — 32S/32Q/16D Турнир 2013                   | Дастин Браун Филипп Маркс 7-6(4) 6-2        | Пётр Гадомский Матеуш Ковальчик         |
| 28 октября | Монтевидео, Уругвай Регулярная серия $50,000 — Грунт — 32S/32Q/16D Турнир 2013                        | Томас Беллуччи 6-4 6-4                      | Диего Шварцман                          |
| 28 октября | Монтевидео, Уругвай Регулярная серия $50,000 — Грунт — 32S/32Q/16D Турнир 2013                        | Мартин Куэвас Пабло Куэвас Без игры         | Андре Гем Рожериу Дутра да Силва        |
| 28 октября | Samsung Securities Cup Сеул, Южная Корея Регулярная серия $50,000 — Хард — 32S/32Q/16D Турнир 2013    | Душан Лайович Без игры                      | Юлиан Райстер                           |
| 28 октября | Samsung Securities Cup Сеул, Южная Корея Регулярная серия $50,000 — Хард — 32S/32Q/16D Турнир 2013    | Марин Драганя Мате Павич 7-5 6-2            | Ли Синьхань Пэн Сяньинь                 |
| 28 октября | Траралгон, Австралия Регулярная серия $50,000 — Хард — 32S/32Q/16D Турнир 2013                        | Юки Бхамбри 6-7(13) 6-3 6-4                 | Брэдли Клан                             |
| 28 октября | Траралгон, Австралия Регулярная серия $50,000 — Хард — 32S/32Q/16D Турнир 2013                        | Райан Агар Адам Фини 7-5 6-2                | Дэн Проподжа Жозе Стэтем                |
| 28 октября | Шарлотсвилл, США Регулярная серия $75,000 — Хард(i) — 32S/32Q/16D Турнир 2013                         | Майкл Расселл 7-5 2-6 7-6(5)                | Питер Полански                          |
| 28 октября | Шарлотсвилл, США Регулярная серия $75,000 — Хард(i) — 32S/32Q/16D Турнир 2013                         | Стив Джонсон Тим Смычек 6-4 6-3             | Джермере Дженкинс Дональд Янг           |
| 28 октября | Женева, Швейцария Регулярная серия €64,000+H — Хард(i) — 32S/32Q/16D Турнир 2013                      | Малик Джазири 6-4 6-3                       | Ян-Леннард Штруфф                       |
| 28 октября | Женева, Швейцария Регулярная серия €64,000+H — Хард(i) — 32S/32Q/16D Турнир 2013                      | Оливер Марах Флорин Мерджа 6-4 6-3          | Франтишек Чермак Филипп Освальд         |

### Ноябрь
| Неделя    | Турнир | Чемпионы (Счёт финала)                           | Финалист                            |
| --------- | --- | ------------------------------------------------ | ----------------------------------- |
| 4 ноября  | Йонволь, Южная Корея Регулярная серия $35,000+H — Хард — 32S/32Q/16D Турнир 2013                                | Брэдли Клан 7-6(5) 6-2                           | Таро Даниэль                        |
| 4 ноября  | Йонволь, Южная Корея Регулярная серия $35,000+H — Хард — 32S/32Q/16D Турнир 2013                                | Марин Драганя Мате Павич 6-4 4-6 [10-7]          | Ли Синьхань Пэн Сяньинь             |
| 4 ноября  | Ноксвилл, США Регулярная серия $50,000 — Хард(i) — 32S/32Q/16D Турнир 2013                                      | Тим Смычек 6-4 6-2                               | Питер Полански                      |
| 4 ноября  | Ноксвилл, США Регулярная серия $50,000 — Хард(i) — 32S/32Q/16D Турнир 2013                                      | Сэмюэль Грот Джон-Патрик Смит 6-7(6) 6-2 [10-7]  | Карстен Болл Питер Полански         |
| 4 ноября  | Ортизеи, Италия Регулярная серия €64,000 — Хард(i) — 32S/32Q/16D Турнир 2013                                    | Андреас Сеппи 7-6(4) 6-2                         | Симон Гройль                        |
| 4 ноября  | Ортизеи, Италия Регулярная серия €64,000 — Хард(i) — 32S/32Q/16D Турнир 2013                                    | Кристофер Кас Тим Пютц 6-2 7-5                   | Беньямин Беккер Даниэле Браччали    |
| 4 ноября  | Открытый чемпионат Словакии Братислава, Словакия Регулярная серия €64,000+H — Хард(i) — 32S/32Q/16D Турнир 2013 | Лукаш Лацко 6-4 4-6 6-4                          | Лукаш Росол                         |
| 4 ноября  | Открытый чемпионат Словакии Братислава, Словакия Регулярная серия €64,000+H — Хард(i) — 32S/32Q/16D Турнир 2013 | Хенри Континен Андреас Сильестрём 7-6(6) 6-2     | Геро Кречмер Ян-Леннард Штруфф      |
| 4 ноября  | Богота, Колумбия Регулярная серия $125,000+H — Грунт — 32S/32Q/16D Турнир 2013                                  | Виктор Эстрелья 6-2 3-0 — отказ                  | Томас Беллуччи                      |
| 4 ноября  | Богота, Колумбия Регулярная серия $125,000+H — Грунт — 32S/32Q/16D Турнир 2013                                  | Хуан Себастьян Кабаль Алехандро Гонсалес 6-3 6-2 | Николас Баррьентос Эдуардо Струвай  |
| 11 ноября | IPP Open Хельсинки, Финляндия Регулярная серия €42,500 — Хард(i) — 32S/32Q/16D Турнир 2013                      | Яркко Ниеминен 6-3 6-1                           | Ричардас Беранкис                   |
| 11 ноября | IPP Open Хельсинки, Финляндия Регулярная серия €42,500 — Хард(i) — 32S/32Q/16D Турнир 2013                      | Хенри Континен Яркко Ниеминен 7-5 5-7 [10-5]     | Дастин Браун Филипп Маркс           |
| 11 ноября | Иокогама, Япония Регулярная серия $50,000 — Хард — 32S/32Q/16D Турнир 2013                                      | Мэттью Эбден 2-6 7-6(3) 6-3                      | Го Соэда                            |
| 11 ноября | Иокогама, Япония Регулярная серия $50,000 — Хард — 32S/32Q/16D Турнир 2013                                      | Брэдли Клан Майкл Винус 7-5 6-1                  | Санчай Ративатана Сончат Ративатана |
| 11 ноября | Шампейн, США Регулярная серия $50,000 — Хард(i) — 32S/32Q/16D Турнир 2013                                       | Теннис Сандгрен 3-6 6-3 7-6(5)                   | Сэмюэль Грот                        |
| 11 ноября | Шампейн, США Регулярная серия $50,000 — Хард(i) — 32S/32Q/16D Турнир 2013                                       | Эдвард Корри Даниэль Сметхёрст 7-6(5) 0-6 [10-7] | Остин Крайчек Теннис Сандгрен       |
| 11 ноября | Гуаякиль, Эквадор Регулярная серия $50,000+H — Грунт — 32S/32Q/16D Турнир 2013                                  | Леонардо Майер 6-4 7-5                           | Педру Соуза                         |
| 11 ноября | Гуаякиль, Эквадор Регулярная серия $50,000+H — Грунт — 32S/32Q/16D Турнир 2013                                  | Стефан Франсен Уэсли Колхоф 1-6 6-2 [10-5]       | Роман Борванов Александр Сачко      |
| 11 ноября | Лима, Перу Регулярная серия $50,000+H — Грунт — 32S/32Q/16D Турнир 2013                                         | Орасио Себальос 6-7(4) 6-3 6-3                   | Факундо Багнис                      |
| 11 ноября | Лима, Перу Регулярная серия $50,000+H — Грунт — 32S/32Q/16D Турнир 2013                                         | Андрес Мольтени Фернандо Ромболи 6-4 6-4         | Марсело Демолинер Серхио Гальдос    |
| 11 ноября | Финал Мирового тура ATP Challenger Сан-Паулу, Бразилия Финал мирового тура $220,000+H — Грунт — 8S Турнир 2013  | Филиппо Воландри 4-6 6-4 6-2                     | Алехандро Гонсалес                  |
| 18 ноября | Dunlop World Challenge Тоёта, Япония Регулярная серия $35,000+H — Ковёр(i) — 32S/32Q/16D Турнир 2013            | Мэттью Эбден 6-3 6-2                             | Юити Сугита                         |
| 18 ноября | Dunlop World Challenge Тоёта, Япония Регулярная серия $35,000+H — Ковёр(i) — 32S/32Q/16D Турнир 2013            | Чейз Башанан Блаж Рола 4-6 6-3 [10-4]            | Маркус Даниэлл Артём Ситак          |
| 18 ноября | Тюмень, Россия Регулярная серия $35,000+H — Хард(i) — 32S/32Q/16D Турнир 2013                                   | Андрей Голубев 6-4 6-3                           | Андрей Кузнецов                     |
| 18 ноября | Тюмень, Россия Регулярная серия $35,000+H — Хард(i) — 32S/32Q/16D Турнир 2013                                   | Сергей Бетов Александр Бурый 6-4 6-2             | Иван Аниканов Анте Павич            |
| 18 ноября | Андрия, Италия Регулярная серия €30,000+H — Хард(i) — 32S/32Q/16D Турнир 2013                                   | Мартон Фучович 6-3 6-4                           | Дастин Браун                        |
| 18 ноября | Андрия, Италия Регулярная серия €30,000+H — Хард(i) — 32S/32Q/16D Турнир 2013                                   | Филипп Освальд Андреас Сильестрём 6-2 6-3        | Алессандро Мотти Горан Тошич        |